# Federação Letã de Voleibol
A Federação Letã de Voleibol  (em letão:Latvijas Volejbola Federācija LVF) é  uma organização fundada em 1942 que governa a pratica de voleibol da Letónia, sendo membro da Federação Internacional de Voleibol e da Confederação Européia de Voleibol, a entidade é responsável por organizar  os campeonatos nacionais de  voleibol masculino e feminino no território..